# Berlin-Malchow
Berlin-Malchow [ˈmalçoː]  est un quartier berlinois de l'arrondissement de Lichtenberg en Allemagne. Il s'étend sur 1,54 km² à l'est de l'arrondissement de Pankow.

## Histoire
Créé le 1er octobre 1920 à l'occasion de la réforme territoriale du grand Berlin, il faisait partie jusqu'en 2001 du district de Hohenschönhausen.
Durant la partition de Berlin, Berlin-Malchow faisait partie, comme le reste de Hohenschönhausen, de Berlin-Est.

## Population
Le quartier comptait 592 habitants le 1er janvier 2017 selon le registre des déclarations domiciliaires.